# 닝보시
닝보(중국어 간체자: 宁波, 병음: Níngbō)는 중화인민공화국의 저장성 해안에 있는 항구 도시인데, 이 도시는 대외적으로는 19세기부터 개항한 도시이고, 상공업이 발달해 있다.

## 지리
란저우 만 남부에서 싼먼 만까지 뻗어 있다. 닝보의 구시가는 퉁장 강 하구에서 좀 거슬러 올라가는 지점에 있다. 저우산 열도가 위치해 있고, 동중국해에 접해 있다. 서쪽은 사오싱이나 타이저우에 접해 있다. 총 해안선의 길이는 1,562km로 대륙의 해안선 788km와 섬의 해안선 774km을 포함한다.

## 기후
아열대성 기후로 따뜻하고 습한 날씨를 보이고 사계절이 뚜렷하다. 무상기일은 230~240일 정도이다. 연평균 기온은 17.6 °C이고 여름의 평균 최고 기온은 32 °C, 겨울의 평균 최고 기온은 9 °C이다. 연평균 강수량은 1500mm 정도이다.
| 닝보시 인저우구의 기후                                        | 닝보시 인저우구의 기후 | 닝보시 인저우구의 기후 | 닝보시 인저우구의 기후 | 닝보시 인저우구의 기후 | 닝보시 인저우구의 기후 | 닝보시 인저우구의 기후 | 닝보시 인저우구의 기후 | 닝보시 인저우구의 기후 | 닝보시 인저우구의 기후 | 닝보시 인저우구의 기후 | 닝보시 인저우구의 기후 | 닝보시 인저우구의 기후 | 닝보시 인저우구의 기후 |
| 월                                                            | 1월                    | 2월                    | 3월                    | 4월                    | 5월                    | 6월                    | 7월                    | 8월                    | 9월                    | 10월                   | 11월                   | 12월                   | 연간                   |
| ------------------------------------------------------------- | ---------------------- | ---------------------- | ---------------------- | ---------------------- | ---------------------- | ---------------------- | ---------------------- | ---------------------- | ---------------------- | ---------------------- | ---------------------- | ---------------------- | ---------------------- |
| 역대 최고 기온 °C (°F)                                        | 24.4 (75.9)            | 28.9 (84.0)            | 34.0 (93.2)            | 34.3 (93.7)            | 36.3 (97.3)            | 38.0 (100.4)           | 39.0 (102.2)           | 39.5 (103.1)           | 38.8 (101.8)           | 34.5 (94.1)            | 29.5 (85.1)            | 25.0 (77.0)            | 39.5 (103.1)           |
| 일평균 최고 기온 °C (°F)                                      | 9.6 (49.3)             | 11.7 (53.1)            | 15.8 (60.4)            | 21.7 (71.1)            | 26.2 (79.2)            | 29.0 (84.2)            | 33.9 (93.0)            | 33.1 (91.6)            | 28.8 (83.8)            | 24.8 (76.6)            | 18.5 (65.3)            | 12.4 (54.3)            | 22.1 (71.8)            |
| 일일 평균 기온 °C (°F)                                        | 5.8 (42.4)             | 7.5 (45.5)             | 11.1 (52.0)            | 16.5 (61.7)            | 21.5 (70.7)            | 24.9 (76.8)            | 29.1 (84.4)            | 28.8 (83.8)            | 24.8 (76.6)            | 19.7 (67.5)            | 14.1 (57.4)            | 7.1 (44.8)             | 17.6 (63.6)            |
| 일평균 최저 기온 °C (°F)                                      | 2.9 (37.2)             | 4.3 (39.7)             | 7.6 (45.7)             | 12.7 (54.9)            | 17.8 (64.0)            | 21.8 (71.2)            | 25.8 (78.4)            | 25.7 (78.3)            | 21.8 (71.2)            | 16.3 (61.3)            | 10.8 (51.4)            | 4.8 (40.6)             | 14.4 (57.8)            |
| 역대 최저 기온 °C (°F)                                        | −7.9 (17.8)            | −6.2 (20.8)            | −3.7 (25.3)            | 0.7 (33.3)             | 7.4 (45.3)             | 12.7 (54.9)            | 18.2 (64.8)            | 18.4 (65.1)            | 11.0 (51.8)            | 1.4 (34.5)             | −3.0 (26.6)            | −8.5 (16.7)            | −8.5 (16.7)            |
| 평균 강수량 mm (인치)                                         | 83.9 (3.30)            | 78.6 (3.09)            | 125.2 (4.93)           | 103.8 (4.09)           | 118.2 (4.65)           | 233.6 (9.20)           | 165.9 (6.53)           | 205.7 (8.10)           | 176.3 (6.94)           | 88.9 (3.50)            | 78.7 (3.10)            | 69.1 (2.72)            | 1,527.9 (60.15)        |
| 평균 강수일수 (≥ 0.1 mm)                                      | 12.3                   | 11.6                   | 15                     | 14                     | 13.6                   | 16.8                   | 12.1                   | 15                     | 13.5                   | 8.9                    | 10.6                   | 10.5                   | 153.9                  |
| 평균 강설일수                                                 | 2.5                    | 1.9                    | 0.6                    | 0.1                    | 0                      | 0                      | 0                      | 0                      | 0                      | 0                      | 0                      | 0.9                    | 6                      |
| 평균 상대 습도 (%)                                            | 75                     | 75                     | 74                     | 72                     | 74                     | 81                     | 75                     | 77                     | 78                     | 75                     | 76                     | 74                     | 76                     |
| 평균 월간 일조시간                                            | 101.5                  | 103.1                  | 123.2                  | 149.6                  | 160.7                  | 120.2                  | 218.6                  | 202.6                  | 149                    | 153.3                  | 112.9                  | 113.8                  | 1,708.5                |
| 가능 일조율                                                   | 31                     | 33                     | 33                     | 39                     | 38                     | 29                     | 51                     | 50                     | 41                     | 44                     | 36                     | 36                     | 38                     |
| 출처: 중국기상국 (평년값: 1991년~2020년, 극값: 1971년~2010년) |                        |                        |                        |                        |                        |                        |                        |                        |                        |                        |                        |                        |                        |

## 역사
7000년전에 시작된 벼농사 문화로 유명한 허무두 문화의 발상지이고, 춘추 시대에는 월나라의 영토였다. 전국 시대중기에 초나라에 병합되었고 기원전 222년 진나라의 영토로 병합되어 회계군이 설치되었다. 당나라 시절에는 명주(明州)로 불렸고, 남송에서는 경원부, 원나라에서는 남원부로 불렸다. 명나라가 건국되기 전인 1367년, 명주(明州)라는 이름으로 다시 환원되었고, 청나라때에는 영파부로 불렸다. 지금도 영파부라는 이름이 사용된다.
당나라 시절에는 일본, 신라, 동남아시아의 배가 이곳을 자주 왕래했고, 송・원나라 때에는 일본 승려가 이곳으로 유학했다. 당나라 때에는 시박사가 설치되었다. 명나라 때에는 일본과의 무역인 명일 무역을 했지만 1523년에 닝보의 난이후부터 일본배의 입항이 금지되면서 왜구나 해적이 이곳을 약탈하는 횟수도 늘어났다. 16세기에는 명나라로부터 조정을 거절당한 포르투갈선박이 밀수를 시작했다. 1842년, 난징조약으로 이곳은 개항했다.

## 행정 구역
|                        | 행정 구역 |  |
| ---------------------- | --------- |  |
|                        |           |  |
| 닝보 도시 지역         |           |  |
| ■ 하이수 구            | 海曙区    |  |
| ■ 장베이 구            | 江北区    |  |
| ■ 전하이 구            | 镇海区    |  |
| ■ 베이룬 구            | 北仑区    |  |
| ■ 인저우 구            | 鄞州区    |  |
| ■ 펑화 구              | 奉化区    |  |
| 닝보 근교 및 외곽 지역 |           |  |
| ■ 위야오 시            | 余姚市    |  |
| ■ 츠시 시              | 慈溪市    |  |
| ■ 닝하이 현            | 宁海县    |  |
| ■ 샹산 현              | 象山县    |  |

## 경제
닝보는 중요한 경제축이자 항구 도시이다. 7세기 이래로 외국과의 무역을 위한 항구로써 닝보는 소비재, 전기 제품, 직물, 식품, 공업 도구의 주요 수출항이다.
예전에 닝보는 상하이와의 교통이 중간에 위치한 항저우만 때문에 어려움을 겪었다. 그러나 이러한 장벽은 2008년 말 33km 길이의 바다를 횡단하는 교량인 항저우만 대교의 완성으로 제거되었다. 상하이까지 오가는데 걸리는 시간은 두 시간 이하로 줄어들었다.
도시의 외국인 사업가들에 따르면 다리는 이미 지역 경제에 영향을 미치고 있다. 부동산 가격은 극적으로 치솟아 공업 부지의 가격은 2006년에 상하이 주변의 두 배가 되었다.
닝보의 경제 활동은 2007년에 565억 달러에 달해 2006년에 비해 33.9% 성장하였다. 총 수출량은 382억 6,000만 달러로 예년에 비해 33% 성장했으며 닝보의 상품 수입은 예년에 비해 35.7% 성장한 182억 4,000만 달러에 달했다.
닝보의 경제는 2008년에 10.1% 성장한 3,964억 위안(580억 달러)였다. 1인당 GDP는 10079달러로 전국 평균의 3배 이상이었다.

## 교통
공항
- 닝보 리스 국제공항

철도
- 닝보 동역
- 닝보 지하철

## 교육
닝보대학교
University of Nottinggam Ningbo China

## 관광

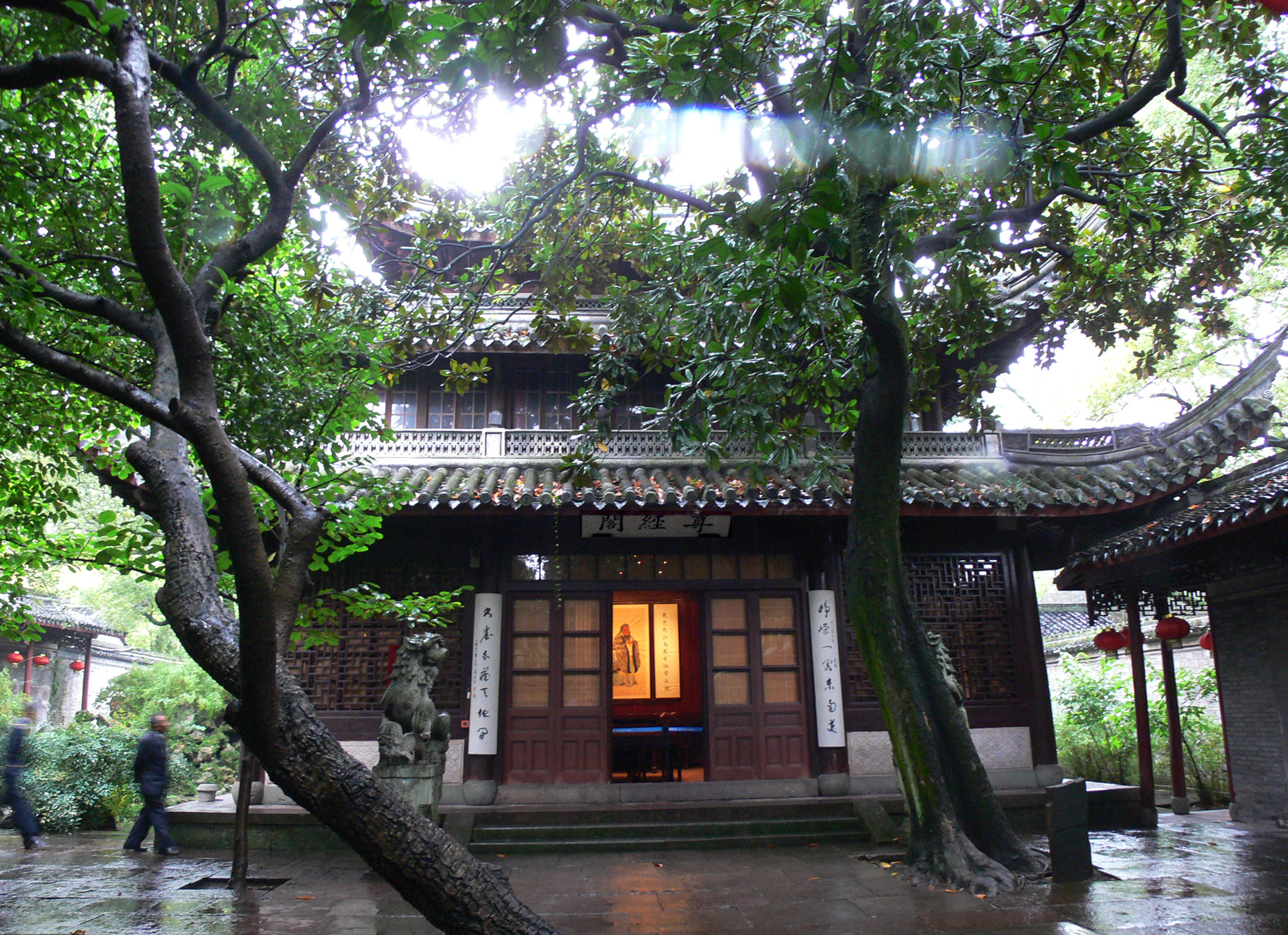
천일각

- 천일각(天一閣)
- 월호(月湖)
- 천동사(天童寺)
- 보국사(保國寺)

## 자매 도시
- 대한민국 경기도 평택시
- 일본 교토부 나가오카쿄시
- 독일 아헨
- 미국 델라웨어 윌밍턴
- 프랑스 루앙
- 뉴질랜드 와이타케레
- 브라질 산토스
- 불가리아 바르나
- 영국 노팅엄

### 우호교류 도시
- 대한민국 순천시
- 대한민국 대구광역시
- 대한민국 평택시
- 일본 우에다시
- 일본 마스다시
- 스페인 바르셀로나
- 미국 휴스턴
- 미국 밀워키